# Hillel International
Hillel International lub Hillel – największa żydowska organizacja działająca na kampusach uniwersyteckich, która skupia tysiące studentów na całym świecie. Hillel International powstał w 1923 roku w Stanach Zjednoczonych. Filie Hillela na uniwersytetach i w społecznościach na całym świecie podzielić można na te, które służą tysiącom żydowskich studentów oferując przywództwo i niezbędne zasoby, oraz takie, które są mniejsze, albo prowadzone przez specjalistów i studentów kampusu przy wsparciu doradców. Hillel angażuje i inspiruje obejmowanie pozycji liderów przez żydowskich studentów szkół wyższych.
Nazwa organizacji związana jest z postacią Hillela, wpływowego żydowskiego myśliciela żyjącego na przełomie I w. p.n.e. i I w. n.e.
W Polsce Hillel International działa jako Hillel Warszawa, Hillel Kraków, Hillel Łódź i Hillel Wrocław.